# Кводвультдеус
Кводвультдеус Карфагенский (лат. Quodvultdeus Karthaginiensis — буквально от Quod — чего, vult — хочет, deus — Бог; конец IV века, Карфаген — 454, Неаполь) — епископ Карфагенский. На время возглавления им Карфагенской церкви прошлось нашествие вандалов, после чего он бежал в Неаполь.
Канонизирован Римско-Католической церковью.

## Биография
Кводвультдеус родился в конце IV века в Карфагене. Около 421 года он был рукоположён в сан дьякона Августином, который стал его духовным наставником. Известны несколько писем святого Августина, адресованных Кводвультдеусу. Кводвультдеус написал Агустину два письма, в которых просил его написать книгу о ереси. Написав книгу «De Haeresibus», Августин посвятил её Кводвультдеусу,.
С 434 года Кводвультдеус был епископом Карфагена. После взятия вандалами Карфагена Кводвультдеус отказался подчиняться вандальскому королю Гейзериху, поддерживавшему арианство, и в 439 году вместе с лояльным духовенством, среди которого был епископ Абитинский Гаудиоз, бежал из Карфагена в Италию. В Неаполе Кводвультдеус написал книгу «De promissionibus et praedictionibus Dei» и участвовал в борьбе против пелагианства. Кводвультдеус сохранил свой титул епископа Карфагена до своей смерти в 454 году, когда он умер в Неаполе.
Немецкий историк Каппельмахер доказал, что епископ карфагенский Кводвультдеус не отождествляется с епископом Кводвультдеусом, который был епископом Каламы.

## Сочинения
Кводвультдеусу приписываются следующие сочинения:
- два письма, подписанные Кводвультдеусом, написанные между 427—428 гг., в которых Кводвультеус просит написать отправить ему книгу о ересях (CCL[нем.], 46, 263—351, R. Vander Plaetse, C. Breukers, Brepols, Turnhout 1969), письмо Epistula 221[6](CC 60, 489—491), письмо Epistula 223[7](CC 60, 491—492, R. Braun, Brepols, Turnhout 1976);
- Три послания с одинаковым названием De symbolo (CCL 60, 305—334);
- Два послания с одинаковым названием De tempore barbarico;
- Два послания с одинаковым названием De accedentibus ad gratiam;
- Adversus quinque haereses;
- De cataclismo;
- De ultima quarta feria;
- De cantico novo;
- Contra Iudeos, paganos et Arianos (CCL 60, 227—258);
- De promissionibus et praedictionibus Dei — аналогичное сочинение есть у Проспера Аквитанского (60 CCL, 1-223).

## Прославление
После смерти в 454 году Кводвультдеус был похоронен в катакомбах святого Яннуария в Каподимонте. Кводвультдеус изображён на мозаике в крипте епископов.
День памяти — 19 февраля в Католической церкви и 8 февраля в архиепархии Туниса.